# Bokförlaget Tranan
Bokförlaget Tranan är ett svenskt bokförlag grundat 1992. Förlagets utgivning består till stor del av böcker från Afrika, Asien, Latinamerika och andra språkområden som är ovanliga på den svenska bokmarknaden. Det ger också ut europeisk litteratur. Förlaget har bland annat publicerat Chinua Achebe, Thomas Bernhard, Mo Yan och Roberto Bolaño. Inom Berättarserien har ett tiotal böcker med noveller från olika delar av världen utgivits. Dessa böcker har exempelvis fokuserat på Kina, Italien, Kurdistan och Sydafrika. 
Bokförlaget Tranan har ett dotterförlag, Bokförlaget Trasten, som ger ut barn- och ungdomslitteratur.

## Utgivning
Författare som har givits ut på Bokförlaget Tranan:
- Chinua Achebe
- David Albahari
- Nuria Amat
- Ambai
- Phan Thi Vang Anh
- Guillermo Arriaga
- Sefi Atta
- Gabeba Baderoon
- Salim Barakat
- Vaikom Muhammad Basheer
- Matsuo Basho
- Faraj Bayrakdar
- Thomas Bernhard
- Alberto Bevilacqua
- Maïssa Bey
- Roberto Bolaño
- Bernardo Carvalho
- Driss Chraibi
- Friedrich Christian Delius
- Antonio Gamoneda
- Nikolaj Gogol
- Helon Habila
- Joumana Haddad
- Sadeq Hedayat
- Yun Hung-gil
- Ghassan Kanafani
- Ma Van Khang
- Le Minh Khue
- Jamaica Kincaid
- Aniceti Kitereza
- Elieshi Lema
- Paulo Lins
- Clarice Lispector
- Federico García Lorca
- Gabriel García Márquez
- Kopano Matlwa
- Dipak Mazumdar
- Vann Nath
- Njabulo S. Ndebele
- María Negroni
- Huy Thiep Nguyen
- Helga Nõu
- Ondjaki
- Ignacio Padilla
- Kostis Papakongos
- Ioan Es. Pop
- Nizar Qabbani
- Patricia Schonstein
- Ho Anh Thai
- Ivan Vladislavic
- Ak Welsapar
- Zoë Wicomb
- Mo Yan

## Priser
Stiftelsen Hela Sverige – Artister mot nazister för utgivning och spridning av seriealbumet Sofia Z-4515 av Gunilla Lundgren och Amanda Eriksson, om Sofia Taikon som överlevde Auschwitz.